# Septembrie 1983
Acest articol este generat integral pe baza informațiilor din articolul 1983 și este actualizat periodic de un robot.
 Editările făcute în articol vor fi șterse la următoarea actualizare! Dacă doriți să faceți modificări, editați articolul-sursă.

ianuarie -
februarie -
martie -
aprilie -
mai -
iunie -
iulie -
august -
septembrie -
octombrie -
noiembrie -
decembrie
Septembrie 1983 a fost a noua lună a anului și a început într-o zi de joi.

## Evenimente
- 1 septembrie: Războiul Rece: Avionul de pasageri sud-coreean KAL 007 este doborât de un supersonic sovietic atunci când a intrat în spațiul aerian sovietic. Cele 269 de persoane aflate la bord au murit.
- 6 septembrie: URSS admite că a doborât un „avion neidentificat”, dovedit mai târziu a fi un avion de pasageri sud-coreean, (KAL 007) care „a violat în mod grosolan granițele de stat și a pătruns adânc în spațiul aerian al URSS”.

## Nașteri
- 1 septembrie: José Antonio Reyes (José Antonio Reyes Calderón), fotbalist spaniol (d. 2019)
- 1 septembrie: Antonio Fresco (Miguel Antonio Matos), DJ american, producător muzical și personalitate radio
- 2 septembrie: Kim Jung-hwan, scrimer sud-coreean
- 3 septembrie: Q527839, jucător de tenis olandez
- 4 septembrie: Cristian Fabbiani (Cristian Gastón Fabbiani), fotbalist argentinian (atacant)
- 6 septembrie: Pippa Middleton (Philippa Charlotte Middleton), scriitoare și editorialistă engleză, sora mai mică a Ducesei de Cambridge, Catherine
- 6 septembrie: Vlad Voiculescu, economist român, ministru al Sănătății (în Guvernul Florin Cîțu și în Guvernul Dacian Cioloș)
- 6 septembrie: Vlad Voiculescu, economist român, fost ministru al Sănătății în Guvernul Florin Cîțu și în Guvernul Dacian Cioloș
- 6 septembrie: Pippa Middeletone, socialist englez, scriitor, editorialist, și sora mai mică a lui Catherine, Ducesa de Cambridge
- 7 septembrie: Andre Berto (Andre Michael Berto), boxer american
- 7 septembrie: Alessandro Caparco, fotbalist italian (portar)
- 8 septembrie: Diego Benaglio (Diego Orlando Benaglio), fotbalist elvețian (portar)
- 8 septembrie: Michel Platini (Michel Platini Ferreira Mesquita), fotbalist brazilian (atacant)
- 10 septembrie: Cosmin Băcilă (Cosmin Nicolae Băcilă), fotbalist român
- 10 septembrie: Jérémy Toulalan, fotbalist francez
- 12 septembrie: Marcin Koniusz, scrimer polonez
- 13 septembrie: Eduard Ratnikov, fotbalist estonian
- 14 septembrie: Igor Cuciuc, interpret din R. Moldova
- 14 septembrie: Ciprian Vasilache, fotbalist român
- 14 septembrie: Amy Winehouse (Amy Jade Winehouse), cântăreață britanică (d. 2011)
- 16 septembrie: Kirsty Coventry, înotătoare zimbabwiană
- 18 septembrie: Nicolae Josan, fotbalist din R. Moldova
- 18 septembrie: Yuzo Kurihara, fotbalist japonez
- 24 septembrie: Liam Finn, cântăreț neozeelandez
- 25 septembrie: Daniel Fernandes (Daniel Márcio Fernandes), fotbalist canadian (portar)
- 25 septembrie: Yuhei Tokunaga, fotbalist japonez
- 26 septembrie: Ricardo Quaresma (Ricardo Andrade Quaresma Bernardo), fotbalist portughez
- 30 septembrie: Diana Dumitrescu, actriță română
- 30 septembrie: Andreea Răducan (Andreea Mădălina Răducan), sportivă română (gimnastică artistică)

## Decese
- 2 septembrie: Feri Cansel, 39 ani, actriță turcă de etnie cipriotă (n. 1944)
- 3 septembrie: Piero Sraffa, 85 ani, economist italian (n. 1898)
- 9 septembrie: Luis Monti (Luis Felipe Monti), 82 ani, fotbalist argentinian (n. 1901)
- 10 septembrie: Felix Bloch, 77 ani, fizician elvețian laureat al Premiului Nobel (1952), (n. 1905)
- 10 septembrie: Victor Ciocâltea, 51 ani, șahist român (n. 1932)
- 12 septembrie: Roman Sikorski, 63 ani, matematician polonez (n. 1920)
- 16 septembrie: Fory Etterle (n. Cristofor Etterle), 75 ani, actor român de etnie elvețiană (n. 1908)
- 16 septembrie: Horia Lovinescu, 66 ani, scriitor român (n. 1917)
- 25 septembrie: Regele Leopold al III-lea al Belgiei (n. Leopold Philip Charles Albert Meinrad Hubertus Maria Michael), 81 ani (n. 1901)